# Mylna Kopa

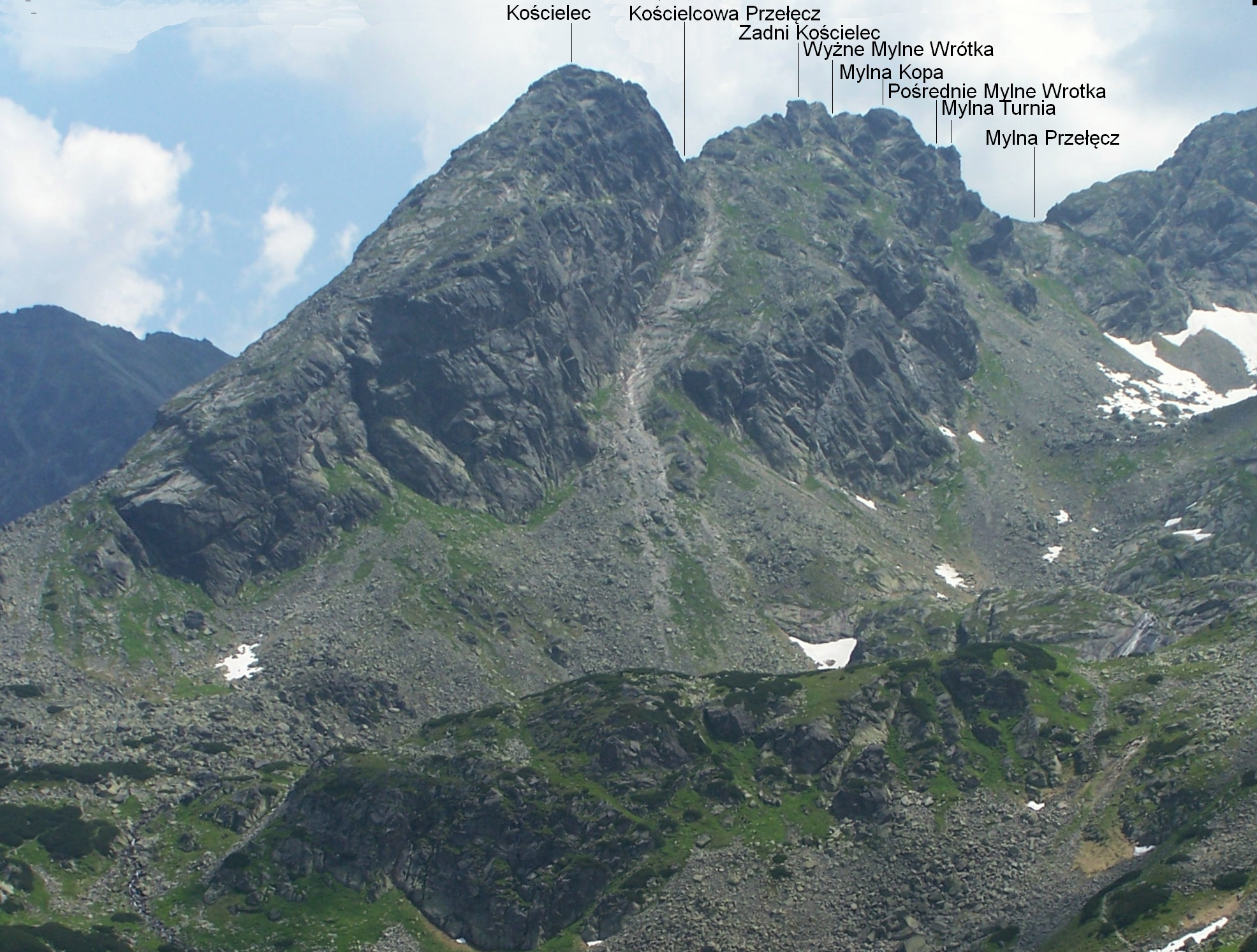
Widok z zachodniej strony

Mylna Kopa (niem. Irr Kope, słow. Mylná kopa, węg. Útvesztő-púp) – skalna czuba w Grani Kościelców w polskich Tatrach Zachodnich. Ma wysokość 2159 m i znajduje się w postrzępionej południowej grani Zadniego Kościelca między Pośrednimi Mylnymi Wrótkami i Wyżnimi Mylnymi Wrótkami. Zarówno od wschodniej, jak i zachodniej strony podcięta jest ścianami.
Pierwsze przejście: Zygmunt Klemensiewicz i Roman Kordys 11 lipca 1906 r. (w czasie przejścia grani Kościelec – Mylna Przełęcz i z powrotem). Podczas tego przejścia zerwali z praktykowaną do tej pory zasadą wspinaczki tylko z przewodnikiem.